# Hulk (film, 2003)
Hulk je ameriški superjunaški film iz leta 2003, ki temelji na istoimenskem liku iz Marvelovih stripov. Produciral ga je Universal Pictures v sodelovanju z Marvel Enterprises, Valhalla Motion Pictures in Good Machine, distribuiral pa Universal. Film je režiral Ang Lee, scenarij pa so napisali James Schamus, Michael France in John Turman, po zgodbi, ki si jo je zamislil Schamus. V filmu igrajo Eric Bana, Jennifer Connelly, Sam Elliott, Josh Lucas in Nick Nolte. Film raziskuje zgodbo Brucea Bannerja, ki se po laboratorijski nesreči s sevanjem gama spremeni v velikanskega zelenopoltega humanoida z nadčloveško močjo, znanega kot Hulk, kadarkoli je pod stresom ali čustveno prizadet. Ameriška vojska ga zato zasleduje, on pa se spopade z biološkim očetom, ki ima za svojega sina temačne načrte.
Razvoj filma se je začel leta 1990. V tem času so za režiserja izbrali najprej Joeja Johnstona in nato Jonathana Hensleigha. Hensleigh, John Turman, Michael France, Zak Penn, J. J. Abrams, Michael Tolkin, David Hayter ter Scott Alexander in Larry Karaszewski so napisali več scenarijev, preden sta se jim pridružila Ang Lee in James Schamus. Snemanje je potekalo predvsem v Kaliforniji od marca do avgusta 2002, večinoma na območju zaliva San Francisco.
Hulk je bil izdan 20. junija 2003. Film je po vsem svetu zaslužil 245,4 milijona dolarjev in prejel mešane ocene kritikov. Načrtovano nadaljevanje, ki je bilo za izid prvotno načrtovano maja 2005, je bilo spremenjeno v ponovni zagon z naslovom Neverjetni Hulk in je izšlo 13. junija 2008 kot drugi film v Marvelovem kinematografskem vesolju.

## Vsebina
Konec šestdesetih let 20. stoletja je David Banner vladni raziskovalec genetike, ki poskuša izboljšati človeško DNK in izvaja eksperimente na sebi. Potem ko njegova žena Edith rodi sina Brucea Bannerja, David spozna, da je Bruce podedoval njegov mutirani DNK, in poskuša najti zdravilo. Leta 1974 vlada, ki jo vodi Davidov nadzornik, polkovnik Thaddeus »Thunderbolt« Ross, ustavi njegovo raziskavo, ko izve za njegove nevarne poskuse; v navalu psihotičnega besa David zveže gama reaktor oporišča, da eksplodira kot del maščevanja. Ker verjame, da je nevaren, poskuša David ubiti Brucea, vendar po nesreči ubije Edith, ko se vmeša med njiju in poskuša ustaviti Davida; travma povzroči podzavestno potlačitev Bruceovih zgodnjih otroških spominov. Ross aretira Davida in ga pošlje v umobolnico, 4-letnega Brucea pa da v rejništvo. Gospa Krenzler ga posvoji, Bruce pa prevzame priimek in odrašča v prepričanju, da so njegovi biološki starši mrtvi.
Trideset let kasneje je Bruce sijajen znanstvenik, ki dela v laboratoriju Berkeley s svojim nekdanjim dekletom, Rossovo odtujeno hčerko Betty Ross. Sumljivi Glenn Talbot, ki zastopa zasebno raziskovalno podjetje Atheon, se začne zanimati za raziskave znanstvenikov o nanomedih za ustvarjanje regeneracijskih vojakov za vojaško-industrijski kompleks. David se ponovno pojavi kot hišnik v laboratorijski zgradbi, da se vključi v Bruceovo življenje. Zdaj general Ross preiskuje zadevo in ga skrbi za Bettyjino varnost v bližini Brucea.
Bruce reši kolega Harperja pred nesrečo z okvarjeno gamasfero. Bruce se zbudi v bolniški postelji in pove Betty, da se počuti bolje kot kdajkoli prej, vendar Betty ne more dojeti njegovega preživetja, saj so nanomedi pobili vse ostale; ne vedo, da se je sevanje združilo z Bruceovo spremenjeno DNK. Kasneje David sreča Brucea, razkrije njuno povezavo in namigne na Bruceovo mutacijo. Kasneje uporabi vzorce Bruceove DNK za poskuse na živalih. V laboratoriju Bruce spozna, da je David njegov oče, kar sproži prebliske njegovih potlačenih travmatičnih spominov. Naraščajoči bes zaradi spoznanja aktivira njegovo obsevano DNK; postane Hulk in poruši laboratorij. Betty naslednji dan v svojem domu najde Brucea nezavestnega, ta se prejšnje noči komaj spominja. Ross pride pozneje, da bi zaslišal Brucea in po urah zasliševanja zaseže laboratorij ter ga mu dodeli hišni pripor. Betty poišče Davida in ga zaslišuje. David tisto noč pokliče Brucea in razkrije, da je mutiral svoje tri pse in jih poslal nad Betty, kar Brucea razjezi. Talbot, ki obžaluje uničenje laboratorija, napade Brucea, ki se nato spremeni in poškoduje Talbotove ter Rossove policiste. Hulk najde Betty v njeni gozdni koči, jo reši pred psi in se spremeni nazaj.
Betty naslednji dan pokliče Rossa; vojska uspava in odpelje Brucea v puščavsko bazo. Ross meni, da Bruceu usojeno iti po Davidovi poti, zato ni pripravljen pomagati, vendar ga Betty, da ji dovoli poskusiti. David se podvrže nanomedom in gama sferi ter postane sposoben stopiti se z in absorbirati lastnosti vsega, česar se dotakne. Talbot izsili nadzor od Rossa, zaradi česar se mora Betty vrniti domov. Talbot namerava izkoristiti Hulkovo moč, a mu ne uspe izzvati Brucea in ga namesto tega zapre v izolacijski rezervoar. David se sooči z Betty v njeni hiši in ji reče, da se bo predal, vendar prosi, da »še zadnjič« govori z Bruceom. Talbot povzroči nočno moro iz Bruceovih potlačenih spominov in sproži preobrazbo. Po neuspešnem poskusu odvzema vzorca Hulku se Talbot ubije, ko izstreli eksploziven naboj, ki se odbije nazaj vanj; Ross znova prevzame poveljevanje. Hulk pobegne iz oporišča, se spopade z vojsko v puščavi in odhiti v San Francisco, da bi našel Betty. Ta prepriča Rossa, da jo odpelje do Hulka in Brucea vrne v normalno stanje.
Nato se Bruce in David pogovarjata v oporišču v mestu, medtem ko ju Ross opazuje grozi, da ju bo sežgal. David zapade v megalomanijo in želi, da bi Bruceova moč stabilizirala njegove nestabilne molekule, da bi lahko uspešno uničil vse svoje sovražnike. Ker Bruce zavrne, David pregrizne visokonapetostni kabel, ki ga Ross napaja, absorbira energijo in mutira v močno električno entiteto. Bruce postane Hulk in se spopade z njim ter ga premaga. Ross takrat ukaže sprožiti bombo z gama nabojem, da konča bitko, v eksploziji domnevno oba umreta. Leto kasneje Ross stalno spremlja Betty, in se z njo pobota, medtem pa poročajo o številnih videnjih Hulka. Bruce živi v izgnanstvu v amazonskem deževnem gozdu in deluje kot zdravnik v medicinskem taboru. Njegov tabor nekega dne zavzamejo vojaki, ki mu poskušajo ukrasti zaloge; po tem ko Bruce neuspešno posvari njihovega poveljnika, naj ga ne razjezi, Hulk zarjovi od besa.

## Vloge
- Eric Bana – Bruce Banner (Hulk)
- Jennifer Connelly – Betty Ross
- Sam Elliott – Thaddeus »Thunderbolt« Ross
- Josh Lucas – Glenn Talbot
- Nick Nolte – David Banner
- Cara Buono – Edith Banner
- Celia Weston – Gdč. Krenzler
- Kevin Rankin – Harper